# 人工繁殖
人工繁殖（じんこうはんしょく）とは、生物を人工的手段により繁殖させること。時には人工授精や体外受精などの手法も用いられる。特に野生の状態のままでの繁殖が難しく、絶滅が危惧される絶滅危惧種を繁殖させることを指す。対語は自然繁殖。

## 概要
人工繁殖は、人間が介在することで特定の動物や植物を繁殖させる行為ではあるが、飼育ないし育成環境下における偶発的な交配にのみ頼るのではなく、更に積極的に発情期に在る同種動物同士を同じ場所で飼育したり、有性生殖生物に対する人工授精や人工受粉などの活動を通して繁殖させることである。
こういった行為は一種の人為選択を生むため、家畜の改良などに利用されるほか、酪農では計画的に家畜を生産するためなどにも利用される。
その一方では、絶滅危惧種のように種として危機的な状況にある生物群を、強制的に繁殖させる行為も行われている。

## 絶滅危惧種に対する適用
絶滅危惧種に対する人工繁殖は、絶滅が危惧される野生動物や植物に人間が介在することで、その個体数を増やそうとする行為、ないしそれによって誕生する個体群である。元々、過去に絶滅した動物は数知れないが、人工繁殖は特に人間の介在によりその個体数をひどく減らした種などに適用される。

### 思想
人類の歴史においては食料として、あるいは流行の中で特定の動物から得られる産品の需要増大により乱獲してしまった、更には公害など環境汚染や外来生物入植の影響を受けてその数を減らした動物・植物は数多い。こういった行為によっては地域の生態系に深刻なダメージを与えたり、或いは環境そのものに悪影響を与えた事例も存在する。
これらの乱獲や環境破壊に対する反省もあって、人為的に繁殖を促す行為が人工繁殖であるが、こういった即物的な取り組みをするにせよ、まずその生物の性質が良く研究されていない場合もあり、繁殖に際して動物の習性や植物の生育環境の調査から入ることも珍しいことではない。こと環境破壊によるケースでは、破壊された環境の復元までもを求められることもあり、長期的な取り組みが必要で、これにかかるコストも膨大なものとなる傾向も見られる。
生物は単純に天敵から保護し、その性質にあった快適な環境を与えれば繁殖するが、実際の環境においては単純に保護するだけでは繁殖にまで繋がらないほどに個体数を減らし個体密度が低下している種もあり、この場合には捕獲ないし採取して、人工の飼育環境で強制的に繁殖させる。これが主に人工繁殖と呼ばれている行為である。またそうやって増やした個体やその子孫を、自然の環境に戻す活動も行われている。

### 人工繁殖によって保存された種
コウノトリ

トキ
日本産トキの人工繁殖は結果的に失敗し国内では絶滅したが、中国産トキを輸入した人工繁殖では100羽近くまで増やすことに成功した。中国でも人工繁殖および生息地の保護により現在では900羽まで回復している。
コンドル

シロイルカ

ツシマヤマネコ
飼育環境でツシマヤマネコ同士の交配により繁殖させる活動のほか、2000年には近隣種であるイエネコを代理母としてツシマヤマネコの受精卵を着床させ、代理出産させるという研究も行われている。
ただ、近隣種による代理出産にて生まれた個体を自然環境に戻すことに関しては、母体からのウイルス感染の可能性など諸々の問題にも絡み、議論もある。